# Mycodrosophila melaniae
Mycodrosophila melaniae är en tvåvingeart som beskrevs av Mcevey 2005. Mycodrosophila melaniae ingår i släktet Mycodrosophila och familjen daggflugor.
Artens utbredningsområde är Vanuatu. Inga underarter finns listade i Catalogue of Life.